# Шусаку Нишикава
Шусаку Нишикава (јап. 西川 周作; 18. јун 1986) јапански је фудбалер.

## Каријера
Током каријере је играо за Оита Тринита, Санфрече Хирошима, Урава Ред Дајмондс.

## Репрезентација
За репрезентацију Јапана дебитовао је 2009. године. Наступао је на Светском првенству (2014. године) с јапанском селекцијом. За тај тим је одиграо 31 утакмице.

## Статистика
| Јапан  | Јапан   | Јапан  |
| Година | Наступи | Голови |
| ------ | ------- | ------ |
| 2009.  | 1       | 0      |
| 2010.  | 2       | 0      |
| 2011.  | 4       | 0      |
| 2012.  | 1       | 0      |
| 2013.  | 4       | 0      |
| 2014.  | 3       | 0      |
| 2015.  | 8       | 0      |
| 2016.  | 8       | 0      |
| Укупно | 31      | 0      |

## Трофеји

### Клуб
- Џеј лига (2): 2012., 2013.
- Лига Куп Јапана (1): 2008.

### Јапан
- Азијски куп (1): 2011.